# 大分県人会
大分県人会（おおいたけんじんかい）は、大分県以外の地域や国に在住する大分県出身者の親睦団体（県人会）の総称である。

## 概要
昭和初期、在京の大分県人の組織としては、複数の小規模な県人会や、明治会、大分県青年会等があり、それぞれ独自に活動していた。1928年（昭和3年）、後に大分市長となる上田保（大分市出身）は、当時東京弁護士会の会長であった塚崎直義（宇佐市出身。後の最高裁判所判事、日本弁護士連合会会長）に働きかけて、これらの団体を統合し、陸軍大将であった河合操（杵築市出身）を会長として両豊倶楽部を設立した。両豊倶楽部は、1934年（昭和9年）に上田保が常任理事になると、文京区小石川にあった旧府内藩主邸で花見会を開くなど、活発な活動を行った。在京の大分県人会は、その後、在京大分県人会として活動しており、両豊倶楽部は在京大分県経済人の親睦会にその名を残している。
一方、日本国外では、1952年に設立されたブラジル大分県人会を初め、20の国・地域で大分県人会が活動している。1999年からは、アジア地域の大分県人会の代表らを集めてアジア大分県人会サミットが開催されていたが、事業の見直しにより2003年に終了している。最近では、2011年2月にFacebookを基盤とした有志による大分県人会インターナショナルがNYに生まれた。現在会員数は900を超え、世界中の大分県人がネット内外で交流している。

## 大分県人会一覧

### 日本国内
- 在京大分県人会 - 2008年に設立80周年を迎えた。歴代会長には、吉田茂（元厚生大臣。総理大臣の吉田茂とは別人）、野村吉三郎（元全日本空輸社長）、辻亨（元丸紅社長）、前田晃伸（元みずほフィナンシャルグループ社長）らがいる[6]。
- 関西大分県人会[7]
- 京都大分県人会[8]
- 兵庫神戸大分県人会[8]
- 東海大分県人会[8]
- 広島大分県人会[8]
- 和歌山大分県人会[8]
- 福岡大分県人会[9]
- 北九州大分県人会[9]
- 熊本大分県人会[9]

### 日本国外
- 北京大分県人会[10]
- 上海大分県人会[11][12]
- 香港大分県人会[13]
- 韓国大分県人会 - 2000年設立[14]。
- NY大分県人会 - 2011年設立 大分県人会インターナショナルを母体として発足[15]
- L.A.大分県人会[16]
- ハワイ大分県人会 - 1968年設立[17]。
- ブラジル大分県人会 - 1952年10月設立[18]。
- ペルー大分県人会[19]